# Müller-Brot
Die Müller-Brot GmbH war eine deutsche Großbäckerei mit Sitz in Neufahrn bei Freising. Am 16. Februar 2012 stellte das Unternehmen, an dem die Gründerfamilie Müller nicht mehr beteiligt war, Insolvenzantrag. Ein Großteil der Filialen wurden im April 2012 von der Gründertochter Evi Müller und dem Münchner Bäckermeister Franz Höflinger übernommen und firmieren unter dem Markennamen Müller Höflinger.

## Geschichte
Müller-Brot wurde 1930 in Giesing gegründet. Nach dem Tod der Eltern 1951 verkaufte der 19-jährige Sohn Hans Müller die ursprüngliche Bäckerei, wurde stattdessen Großbäcker und damit der erste Supermarktlieferant für Backwaren in Deutschland. 1953 führte er die weltweit erste vollautomatische Produktionsanlage für Semmeln ein. Ende der 1970er-Jahre wurde damit begonnen, als Großbäcker nicht nur Supermärkte zu beliefern, sondern auch ein eigenes Filialnetz aufzubauen. Zu Beginn der 2000er-Jahre war Müller-Brot der viertgrößte Backwarenhersteller Europas.
Der bisherige Konzernchef Hans Müller verkaufte 2003 seine Firma, was er im Nachhinein als schweren Fehler bezeichnete. Er wechselte in den Aufsichtsrat des inzwischen als Aktiengesellschaft geführten Unternehmens und wurde durch Klaus Ostendorf (Sprecher) und Stefan Huhn, Karl-Heinz Pähler, Otto Hasmiller ersetzt. Ostendorf wurde zugleich Mehrheitsaktionär, indem er Firmenanteile von der Familie Müller und ein Aktienpaket des Finanzinvestors MidOcean Partners (MOP) übernahm. Vor der Übernahme gab das Unternehmen 2003 Umsatzzahlen von 425 Millionen Euro und ein Filialnetz von 387 Läden an. 2004 waren es nach einer Vertragskündigung des Barilla-Konzerns noch rund 250 Millionen Euro Umsatz bei 2000 Beschäftigten. Mit Stand Januar 2012 wies das inzwischen als GmbH firmierende Unternehmen auf seiner Internetseite 260 eigene Filialen und etwa 3600 Verkaufsstellen aus, die sich auf den süddeutschen Raum konzentrierten. Es wurde ein Umsatz von rund 115 Millionen Euro angegeben und eine Mitarbeiterzahl von rund 1.300. Zu den Müller-Brot-Marken gehörten Müller, Mühlbacher Bauernbrot, Pack mich Back mich, Bayrisch Back, Bäcker sowie diverse Handelsmarken. Gesellschafter und zugleich Geschäftsführer der Müller-Brot GmbH war Klaus Ostendorf, Mitgesellschafter der GmbH war Michael Phillips (Manager bei Apax Partners). Am 16. Februar 2012 meldete Müller-Brot Insolvenz an.
Mit Wirkung vom 7. April 2012 übernahmen die Tochter des Müller-Brot-Gründers, Evi Müller, und der Münchner Bäckermeister Franz Höflinger mit 148 Filialen der bisher 230 Standorte einen Großteil des Filialnetzes der insolventen Firma sowie alle rund 435 Filial-Mitarbeiter. Über den Kaufpreis wurde Stillschweigen vereinbart. In fünf Leitsätzen wurde eine neue Firmen-Philosophie festgelegt, die unter anderem ein strenges Hygiene-Management beinhaltet und den Kunden Backwaren in einwandfreier Qualität garantiert. Gleichzeitig investierten die neuen Eigentümer massiv in die Modernisierung der Filialen. Unter dem Claim "Endlich wieder das Original" werden seit Sommer 2012 in den Müller-Filialen wieder die Original Müller-Brezn verkauft.
Der ehemalige Großbäcker Hans Müller starb 87-jährig im Juni 2018.

## Hygienemängel und Konsequenzen
2009 kontrollierte das Bayerische Landesamt für Gesundheit und Lebensmittelsicherheit das Unternehmen und verhängte in der Folge mehrere Bußgelder.
Trotz des Schädlingsbefalls, der Verschmutzung der Produktionsanlagen und den Ermittlungen der Staatsanwaltschaft verlieh die Deutsche Landwirtschafts-Gesellschaft (DLG) im Juni 2010 einen Bundesehrenpreis an Müller-Brot und das Unternehmen erhielt noch im Oktober 2011 insgesamt 14 DLG-Goldmedaillen für seine Produkte.
Zwischen Oktober 2010 und Januar 2012 wurden wegen Hygienemängeln noch in der Fabrik Backwaren unter amtlicher Aufsicht vernichtet. Dennoch gelangten unhygienisch produzierte Backwaren in den Handel. In dieser Zeit wurden wegen Verstoßes gegen das Lebensmittelrecht dreimal Backwaren aus den Filialen zurückgerufen.
Nachdem am 30. Januar 2012 Kontrolleure wiederholt „schwerwiegende Hygienemängel“ vorfanden, wurde Müller-Brot aufgefordert, die Produktion in der Backfabrik in Neufahrn aufgrund der schwerwiegenden Hygienemängel zu stoppen. Die Öffentlichkeit wurde von den Behörden nicht informiert. Das Unternehmen ließ aufgrund fehlender Lieferungen in zahlreichen Müller-Filialen intern verlauten, es gäbe „Lieferschwierigkeiten wegen eines Schwelbrandes“. Erst nachdem die Süddeutsche Zeitung am 1. Februar 2012 über die ausbleibenden Lieferungen von Waren, die Kontrollen des Landratsamtes und eine „mangelhafte Grundhygiene“ berichtet hatte, wurde dies auch von Seiten des Unternehmens eingestanden. Die Produktion wurde eingestellt, um eine komplette Betriebs- und Anlagenreinigung durchzuführen.
Am 2. Februar teilte das Landratsamt Freising mit, dass bei einer Kontrolle „Schädlinge in erheblichem Umfang in den Betriebsräumen“ festgestellt worden waren. Die Gewerkschaft Nahrung-Genuss-Gaststätten (NGG) kritisierte zudem, dass Monatslöhne der Arbeitnehmer von Müller-Brot nur mit wochenlanger Verzögerung ausgezahlt und mehrfach vereinbarte Lohnerhöhungen verschoben oder halbiert worden waren.
Am 3. Februar gab das Landesamt für Lebensmittelsicherheit bekannt, dass bereits mehrfach wegen der Hygienemängel Zwangs- und Bußgelder gegen die Großbäckerei verhängt worden waren. „Besondere Kontrollen“ der Lebensmittelüberwachung habe es bereits seit zweieinhalb Jahren wegen der Probleme in dem Betrieb gegeben. Außerdem wurde bereits am 10. Mai 2011 die Staatsanwaltschaft Landshut eingeschaltet, die seitdem gegen Müller-Brot ermittelt. Der zuständige Oberstaatsanwalt erklärte: „Es wird wegen des Inverkehrbringens von Lebensmitteln ermittelt, die für den Verzehr durch den Menschen ungeeignet sind“
Das Landesamt für Gesundheit und Lebensmittelsicherheit (LGL) teilte mit, man habe Schädlinge wie Schaben, Motten oder Käfer in den Backzutaten gefunden sowie wiederholt Verunreinigung der Anlagen durch Mäusekot und Speisereste von früheren Produktionen vorgefunden. Davon betroffen seien „verschiedene Produktlinien und Teile des Betriebs“, wie beispielsweise Maschinen, die Warenausgabe und das Lager. Aufgrund des Hygieneskandals verlor Müller-Brot erst den Großkunden Lidl, später auch Aldi Süd.
Am 7. Februar 2012 teilte Müller-Brot mit, dass man als Konsequenz den gesamten Boden der Produktionsstätte in Neufahrn „überarbeiten“ werde. Die Maßnahme erstrecke sich auf eine Fläche von 54.000 m². Außerdem würden die verwendeten Förderstrecken verändert, ein neues Reinigungsmanagement eingeführt und zusätzlich neues Hygiene-Personal eingesetzt. Am 19. März 2012 entschied das Landesamt für Gesundheit und Lebensmittelsicherheit, den Produktionsstopp bestehen zu lassen, da nach Angaben des Bayerischen Rundfunks, "[...] wieder Mäusekot und tote Schaben entdeckt" wurden und "[...] 'erheblicher Zweifel an der Nachhaltigkeit der Maßnahmen'[...]" bestehe.
Am 16. Februar 2012 stellte das Unternehmen Insolvenzantrag beim zuständigen Amtsgericht Landshut und begründete dies mit dem Umsatzeinbruch. Kurz zuvor, am 11. Februar 2012, hatte die Unternehmensführung auf einer Betriebsversammlung noch versichert, dass Löhne und Gehälter sicher seien und dass das Unternehmen eine Zukunft habe. Zum Zeitpunkt des Insolvenzantrags Mitte Februar hatte das Unternehmen seinen Mitarbeitern die Gehälter für die Monate Januar und Februar noch nicht ausgezahlt.
Der Hygieneskandal löste eine Diskussion über die Information der Verbraucher und die sogenannte Hygiene-Ampel aus. So sollten Betriebe, die Lebensmittel verarbeiten, dazu verpflichtet werden, die Ergebnisse der amtlichen Kontrollen über einen Aushang mit Ampelfarben zu veröffentlichen. Für die im Jahr 2011 geplante Einführung einer bundesweiten Hygieneampel für Lebensmittelbetriebe stimmten 15 Bundesländer, lediglich der damalige bayerische Gesundheitsminister Markus Söder legte ein Veto ein und verhinderte damit die Einführung. In dem Zusammenhang äußerte auch der Bundesvorsitzende des Bundesverbands der Lebensmittelkontrolleure Unverständnis für das Vorgehen im Fall Müller-Brot, da es seiner Aussage nach nicht sein könne, dass von den seit 2009 erfolgten 21 Kontrollen, den mehrfach zurückgerufenen Waren und den insgesamt verhängten 69.000 Euro an Buß- und Zwangsgeldern der Verbraucher nichts erfahren würde.
Am 23. Januar 2014 hat die Staatsanwaltschaft Landshut Anklage gegen die drei früheren Geschäftsführer, den ehemaligen Betriebsleiter, den Produktionsleiter und die Leiterin des Qualitätsmanagements erhoben. Ihnen wird vorgeworfen, größere Mengen Lebensmittel verkauft zu haben, die nicht zum Verzehr geeignet waren, sowie Insolvenzverschleppung und Betrug. Die Geschäftsführer wurden im September 2016 zu Bewährungsstrafen zwischen 12 und 22 Monaten verurteilt.